# Zakład Maszyn Elektrycznych „EMIT”

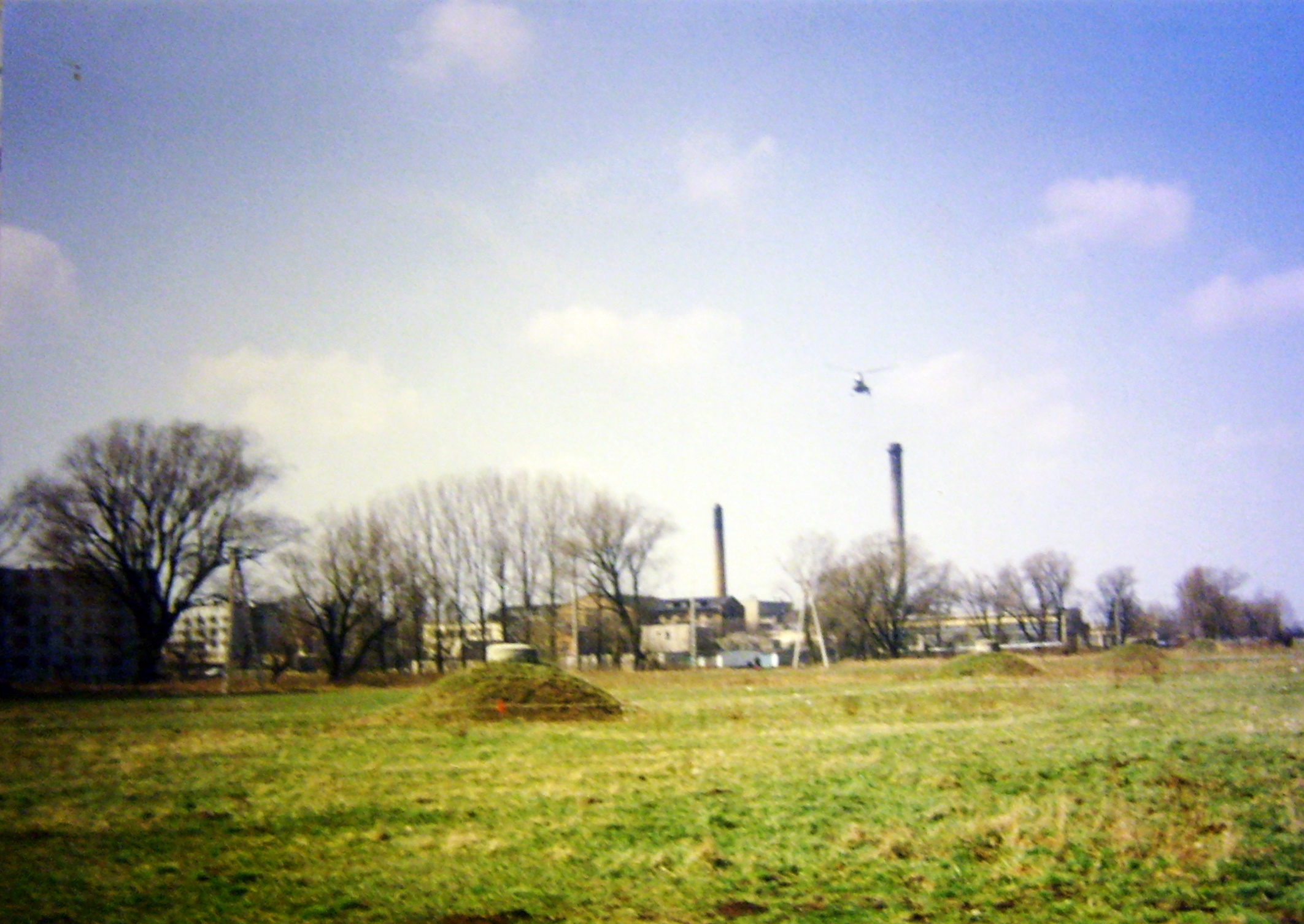
Łąki nad Słudwią, w tle zakłady EMIT

Zakład Maszyn Elektrycznych „EMIT” (Elektryczne Maszyny I Transformatory) – przedsiębiorstwo produkujące trójfazowe maszyny elektryczne, mające siedzibę w Żychlinie, jest najstarszym w Polsce i jednym z większych zakładów o tym profilu produkcji.

## Historia
Zakład został utworzony 23 września 1921 pod nazwą Polskie Zakłady Elektryczne Brown Boveri SA przez inż. Zygmunta Okoniewskiego na terenie dawnej cukrowni „Walentynów”. W 1923 r. rozpoczęto seryjną produkcję maszyn trójfazowych, a także pierwszych w Polsce silników tramwajowych. W 1926 Okoniewski podobny zakład utworzył w Cieszynie, w 1928 fabryka powiększyła się o halę transformatorów. W latach 1931–1933 zakład wstrzymał produkcję z powodu kryzysu.
Od 1 marca 1933 zakład działał pod nazwą Zakłady Elektromechaniczne Rohn-Zieliński SA-licencja Brown Boveri. Głównymi osiągnięciami firmy przed II wojną światową było dostarczenie silnika do polskiego okrętu podwodnego oraz transformatorów do linii Mościce - Starachowice (część pierwszej w Polsce linii wysokiego napięcia Rożnów-Warszawa) oraz do elektrowni w Rożnowie. W 1937-1938 dobudowana została przy zakładzie narzędziownia.
Podczas wojny zakład podlegał firmie Brown Boveri z siedzibą w Mannheim.
Po wojnie fabrykę upaństwowiono i przemianowano na Zakłady Wytwórcze Maszyn Elektrycznych i Transformatorów M-1. 15 marca 1945 rozpoczęły one produkcję, a z początkiem 1951 r. zakład otrzymał patrona Wilhelma Piecka. W latach 1948–1951 rozbudowano zakład o halę maszyn prądu przemiennego. Do połowy lat 50. XX wieku firma, wraz z Elektrobudową, produkowała największe transformatory w kraju. Zakład rozbudowano ponownie o halę maszyn prądu stałego (1961-1964). 24 kwietnia 1967 nazwa została zmieniona na Zakłady Wytwórcze Maszyn Elektrycznych i Transformatorów EMIT im. W. Piecka. W tym samym roku część produkcji transformatorów i kadry technicznej przeniesiono do nowej fabryki transformatorów ELTA w Łodzi.
W 1975 r. przedsiębiorstwo pod względem wielkości zajmowało 2 miejsce (po Petrochemii Płock) w województwie płockim: 1107 mln zł sprzedaży, zatrudnienie 2607 pracowników. 10 grudnia 1975 zakład odwiedził Erich Honecker.
Od 1991 r. przedsiębiorstwo działa jako spółka akcyjna. W 1997 r. przedsiębiorstwo uzyskało certyfikat systemu zapewnienia jakości ISO 9001.
Na początku XXI wieku nastąpił podział przedsiębiorstwa na Zakład Maszyn Elektrycznych EMIT S.A. (Grupa Cantoni), EV Żychlińskie Transformatory (obecnie Fabryka Transformatorów w Żychlinie) i Zakład Narzędziowy „NARMOD” Sp. z o.o.
Przedsiębiorstwo posiada ośrodek wczasowy w Rowach (od 1975). Wcześniej posiadało również ośrodek wypoczynkowy w Zdworzu (od 1963), Zakładowy Dom Kultury (od 1964) oraz pracowniczą spółdzielnię mieszkaniową wraz z Osiedlem Wyzwolenie (pot. Browery od nazwy fabryki Brown Boveri, 1949).
Na terenie zakładu funkcjonuje jednostka Ochotniczej Straży Pożarnej EMIT.
Rada Miejska w Żychlinie nadając honorowe obywatelstwo gminy założycielowi fabryki stwierdziła:

Żychlin to Emit, a Emit to Żychlin.

## Produkty

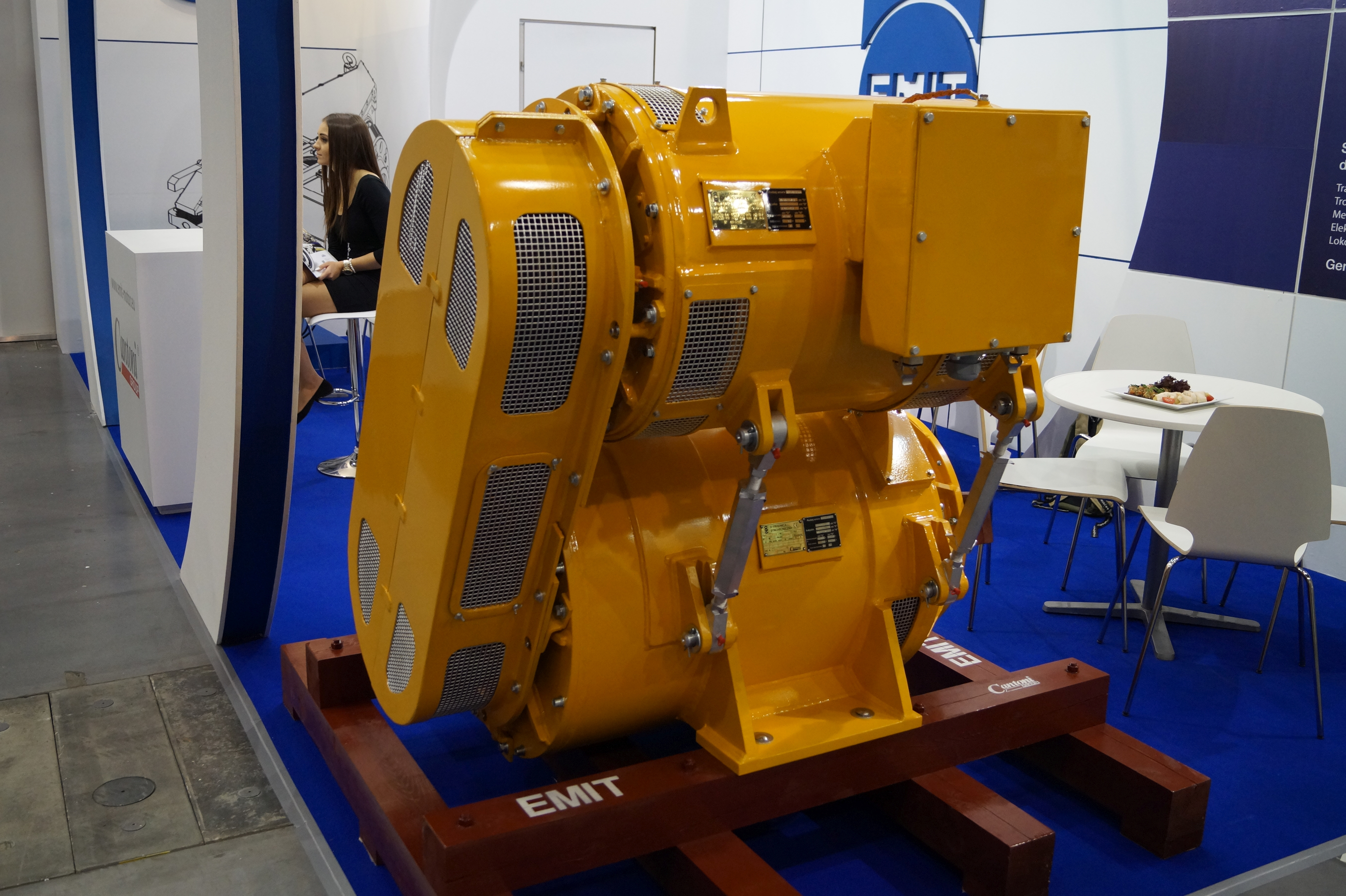
Prądnica synchroniczna eksponowana przez EMIT na Trako 2015

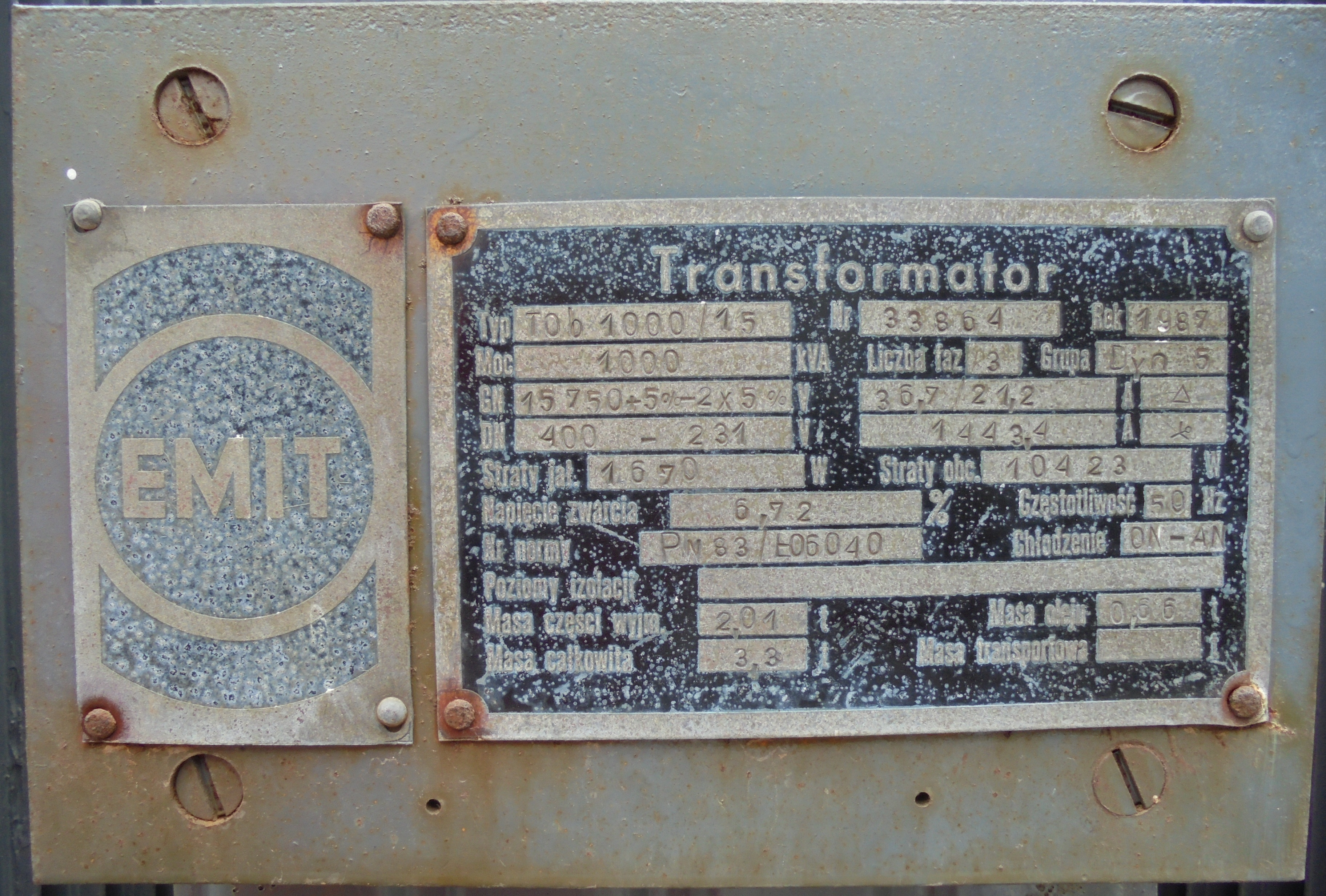
Tabliczka znamionowa transformatora

Silniki i transformatory EMIT są lub były wykorzystywane w takich maszynach jak:
- okręt podwodny:
  - ORP Sęp – silnik[2]
- tramwaj:
  - 118N Puma – silnik STDa 250-4A o mocy 95 kW
  - Tatra RT6 MF 06 AC – silnik STDa 280-4 o mocy 104 kW
- trolejbusy:
  - Solaris Trollino 12 – silnik asynchroniczny STDa 280-6B/175 o mocy 175 kW
  - Solaris Trollino 15 – silnik asynchroniczny STDa 280-6B/175 o mocy 175 kW
  - MAZ 203[17] – silnik asynchroniczny STDa 280-6B/175 o mocy 175 kW
- lokomotywa:
  - Newag Dragon – silnik[18]
- elektryczne zespoły trakcyjne:
  - Newag 19WE – silnik asynchroniczny SXT315-L4C[19]
  - EN57AKM – silnik prądu przemiennego LK450X6

## Dyrektorzy i prezesi
- 1921 – Zygmunt Okoniewski
- 1922–1927 – inż. Stanisław Śliwiński
- 1927–1929 – inż. Jerzy Gosiewski
- 1929–1931 – inż. Stefan Rusz
- 1932 – inż. Zygmunt Okoniewski
- 1932–1938 – prof. Zygmunt Gogolewski
- 1939 – inż. Zygmunt Grabiński
- 1945–1946 – prof. Eugeniusz Jezierski
- 1946–1947 – inż. Karol Tomanek
- 1947–1949 – inż. Aleksander Ekert
- 1949–1952 – inż. Michał Olszewski
- 1953 – inż. Jan Guzik
- 1955 – inż. Zygmunt Kamiński
- 1956 – inż. Ryszard Adamski
- 1956–1962 – inż. Roman Popławski
- 1962–1964 – inż. Jan Kotynia
- 1964–1967 – inż. Józef Augustyniak
- 1967–1969 – inż. Tadeusz Rejn
- 1969–1972 – inż. Jerzy Zadorecki
- 1972–1973 – inż. Jerzy Kosma
- 1973–1990 – mgr Mieczysław Bloch
- 1990–1991 – inż. Bogdan Kołodziej
- 1991–1999 – mgr inż. Stanisław Piechocki
- od 1999 – mgr inż. Włodzimierz Kęsicki[20]